# 葛飾区立桜道中学校
葛飾区立桜道中学校（かつしかくりつ さくらみちちゅうがっこう）は、東京都葛飾区柴又にある区立中学校である。学校名の桜道は江戸時代に周辺地域に存在していた佐倉道が由来となっている。

## 沿革
- 1947年（昭和22年）4月1日 - 葛飾区立第八中学校として開校（高砂小学校に併設）
- 1949年（昭和24年）3月22日 - 新校舎10教室竣工
- 1949年（昭和24年）9月10日 - 増築6教室竣工
- 1950年（昭和25年）2月1日 - 葛飾区立桜道中学校と校名変更
- 1959年（昭和34年）12月12日 - 体育館兼講堂竣工
- 1966年（昭和41年）3月31日 - プール竣工
- 1977年（昭和52年）5月1日 - 創立30周年記念式典挙行、記念樹植樹並びに記念誌発行
- 1987年（昭和62年）11月14日 - 創立40周年記念式典挙行、校旗並びに記念誌発行
- 1997年（平成9年）10月18日 - 開校50周年記念式典挙行、記念碑並びに記念誌発行
- 2004年（平成16年）7月1日 - 普通教室にエアコン設置
- 2007年（平成19年）7月1日 - 特別教室にエアコン設置
- 2017年（平成29年）10月21日 - 70周年周年記念式典挙行、記念碑並びに記念誌発行[2]

## 教育目標
- <自主> 自分の考えをもち、正しく行動し、責任をもつ。
- <敬愛> 自分を大切にするとともに、他人を敬う。
- <根気> 物事を最後までやり抜く、粘り強さをもつ。

## 委員会
- 生徒会、学年、生活、放送、図書、保健、給食、美化、選挙管理

## 部活動
- 運動部：男子バスケットボール部、女子バスケットボール部、剣道部、バレーボール部、男子ソフトテニス部、女子ソフトテニス部、サッカー部、陸上競技部、野球部
- 文化部：美術部、吹奏楽部、科学部、家庭科部

近年では陸上部が活躍している。

## その他
- 近年、英検・漢検・数検に力を入れ、順調に合格者を増やしている。
- 1年次には、親睦を深めることを目的とした1泊のふれあい学習が行われる。（栃木県日光市）今はコロナウイルスの影響により、日帰りになっている。
- 2年次には、群馬県みなかみ町に宿泊し（2018年は長野県菅平高原、2011年は福島県安達太良山だったが3.11の原発事故により変更）、3年次の修学旅行では、京都・奈良に行くことが通例。
- 運動会では、クラス総合優勝・応援合戦優勝・応援ボード優勝の三冠を目指し盛り上がっている。運動会前は連日居残りの練習が行われる。
- その他に合唱コンクール・球技大会・百人一首大会・学年発表会を実施している。
- 任意で参加するボランティア活動（年間15場所を超える）が盛んであり、地域に貢献しているのが学校の特色である[3]。

## 所在地
- 東京都葛飾区柴又4-3-1[4]

アクセス
- 京成高砂駅より徒歩7分（経路案内）
- 柴又駅より徒歩8分（経路案内）
- 新柴又駅より徒歩9分（経路案内）